# Elgonidium elongatum
Elgonidium elongatum – gatunek chrząszcza z rodziny nakwiatkowatych i podrodziny Tomoderinae.
Gatunek ten został opisany w 1978 roku przez Paula Bonadonę.
Chrząszcz ten ma ciało długości od 1,9 do 2,3 mm i czułki z trzonkami dwukrotnie dłuższymi niż szerokimi. Przedplecze jest u niego podzielone jest na przedni i tylny płat przewężeniem o brzegach nieząbkowanych. Szerokość przedniego płata jest 1,8 raza większa niż szerokość przewężenia, a płat tylny jest wyraźnie węższy niż przedni. Przewężenie nie przechodzi na stronę grzbietową jako cienkie, poprzeczne żeberko. Na przednim płacie brak podłużnego żeberka. Punktowanie wierzchu przedplecza jest prawie niewidoczne.
Owad afrotropikalny, znany z rejonu wodospadów Nyahururu, góry Kenii oraz Mau w Kenii. Spotykany na wysokości 2350–2700 m n.p.m..